# Citra
Citra是一款任天堂3DS模拟器。由C++语言编写，现已停止开发，但已经可以运行几乎所有的自制游戏以及部分商业游戏。Citra需要OpenGL 3.3以上版本才能运行。
Citra第一款能够模拟的商业游戏是《塞尔达传说 时之笛 3D》。除此之外，Citra也能够模拟《来吧！动物之森》以及《索尼克世代》等游戏。
自2015年11月30日起，Citra已能够引导启动精灵宝可梦系列游戏，但依旧无法正常进行游戏。2016年2月22日，Citra的官方页面出现较大的变动。2016年5月21日起，Citra已支持高級仿真音频（High Level Emulation），并于2016年9月15日开始附带JIT編譯器。
2016年10月11日，Citra启动“Bleeding Edge”分支，旨在向玩家提供拥有更多新功能的版本。
2020年5月23日，Citra在Google Play正式發佈安卓版本，成為市面上第一款手機端任天堂3DS模拟器。目前該軟件仍處於測試階段，模拟器運行十分不穩。目前該軟件的運行至少需要達到Android 8.0版本或以上才能順利運行，舊版設備將無法確保遊戲的順利運作。
北京时间2024年3月5日凌晨，由于Yuzu模拟器团队运营公司Tropic Haze LLC选择支付240万赔偿款给任天堂寻求和解，经双方一致同意，Yuzu与子团队Citra自今日起停止开发，网站也将立即关闭。
先前，任天堂曾公开起诉Yuzu模拟器团队，指控对方反汇编经版权保护的代码，防控盗版不力，间接导致《塞尔达传说 王国之泪》在发售前被盗版下载多次，造成重大损失。

## 外部連結
- 官方网站 （英文）